# 6845 Mansurova
6845 Mansurova eller 1976 JG2 är en asteroid i huvudbältet som upptäcktes den 2 maj 1976 av den rysk-sovjetiske astronomen Nikolaj Tjernych vid Krims astrofysiska observatorium på Krim. Den har fått sitt namn efter Kira Sergeevna Mansurova.
Asteroiden har en diameter på ungefär 4 kilometer och den tillhör asteroidgruppen Baptistina.